# Naturforschende Gesellschaft in Basel
Die Naturforschende Gesellschaft in Basel (NGIB) ist ein Naturkundeverein in Basel.

## Geschichte
Die NGIB wurde im Jahre 1817 gegründet und bietet seitdem öffentliche Vorträge an, um die Naturwissenschaften zu fördern sowie den Sinn für Naturkunde zu verbreiten. Mitbegründer war Peter Merian. Die Gesellschaft ist Mitglied der Akademie der Naturwissenschaften Schweiz.

## Stiftung Emilia-Guggenheim-Schnurr der NGIB
Durch ein grosszügiges Legat wurde am 31. Oktober 1979 die Stiftung Emilia-Guggenheim-Schnurr der NGIB ins Leben gerufen. Diese Stiftung vergibt jährlich bis zu 60'000 CHF zur Unterstützung naturwissenschaftlicher Projekte mit Regionalbezug.

## Publikationen
Die Zeitschrift „Mitteilungen der Naturforschenden Gesellschaften beider Basel“ entstand 1995 aus dem Zusammenschluss der „Verhandlungen der Naturforschenden Gesellschaft in Basel“ und den „Tätigkeitsberichten der Naturforschenden Gesellschaft Baselland“.

## Werke (Auswahl)
- Verhandlungen Der Naturforschenden Gesellschaft in Basel. Vol. 3, Nabu Press, 2012, ISBN 978-1-286-23271-2.
- Verhandlungen der Naturforschenden Gesellschaft in Basel. Vol. 27: 1916. (Classic Reprint). Forgotten Books, 2018, ISBN 978-0-666-62666-0.